# Șiștarovăț
Șiștarovăț é uma comuna romena localizada no distrito de Arad, na região histórica da Transilvânia. A comuna possui uma área de 122.92 km² e sua população era de 315 habitantes segundo o censo de 2007.